# Chasnans
Chasnans è una frazione di 244 abitanti del comune francese di Les Premiers Sapins, situato nel dipartimento del Doubs nella regione della Borgogna-Franca Contea. Già comune autonomo, il 1º gennaio 2016 è stato accorpato agli altri comuni soppressi di Athose, Hautepierre-le-Châtelet, Nods, Rantechaux e Vanclans per costituire il nuovo comune.

## Società

### Evoluzione demografica
Abitanti censiti